# Zvonimir Vujin
Zvonimir Vujin est un boxeur yougoslave né le 28 juin 1943 à Zrenjanin en Yougoslavie et mort le 8 décembre 2019 dans la même ville.

## Carrière
Zvonimir Vujin participe à deux reprises aux Jeux olympiques en 1968 et 1972 remportant les deux fois la médaille de bronze, tout d'abord en poids légers puis en super-légers.